# Ярлагаб
Ярлагаб — царь гутиев, правил приблизительно в 2162 — 2147 годах до н. э.
Возможно, пытался присвоить себе пожизненную власть, что нашло своё отражение в том, что его преемники стали избираться не как прежде на 6 лет, а только на год-три и только позднее срок царской власти достиг 7 лет.
Ярлагаб правил 15 лет.
| Династия гутиев         |                                      |                 |
| Предшественник: Игешауш | царь гутиев ок. 2162 — 2147 до н. э. | Преемник: Ибате |